# Michel Vallière
Michel Vallière (né le 20 mars 1964 à Montréal dans la province de Québec au Canada) est un joueur de hockey sur glace franco-canadien qui évoluait au poste de gardien de but.

## Palmarès
- Champion de France : 1996 (Albatros de Brest)